# Budistička mitologija
Budistička mitologija je mitologija budističkog religijskog sistema. U suštini, budistička mitologija je sklop Hindu mitologije, kineske mitologije, japanske mitologije i šamanizma. 